# Pelegrín Castillo
Pelegrín Horacio Castillo Semán (22 de abril de 1956, San Francisco de Macorís, República Dominicana), más conocido como Pelegrín Castillo, fue el primero en ser ministro de Energía y Minas de la República Dominicana; está en el cargo desde abril de 2014. Fue elegido diputado en 2010 para un período de 6 años, pero en 2014 dimitió para encargarse del nuevo ministerio ya mencionado. En 2012 fue precandidato para la elección presidencial de dicho año en la República Dominicana. Fue candidato presidencial en las pasadas elecciones presidenciales de 2016.
Es el primer-vicepresidente de la Fuerza Nacional Progresista, partido del que ha sido candidato a una diputación del Congreso Nacional desde 1994, ganando en las cinco ocasiones que se ha postulado desde entonces.

## Historia
En las elecciones para el congreso de 2006 resultó ser el diputado más votado de su país, obteniendo más de 20,000 votos en la influyente circunscripción 1.º del Distrito Nacional. 
En julio de 2010 lanzó oficialmente su candidatura por la Presidencia de la República.
Por más de una década ha sido profesor universitario en las más prestigiosas universidades dominicanas, como lo son la Universidad Iberoamericana (UNIBE), la Pontificia Universidad Católica Madre y Maestra (PUCMM) y la Universidad Nacional Pedro Henríquez Ureña (UNPHU), en donde impartió asignaturas como Derecho Constitucional, Derecho Administrativo, Historia de las Ideas Políticas y Derechos del Mar. También ha sido profesor en las escuelas de altos estudios militares de las Fuerzas Armadas.

## Biografía
Nació el 22 de abril de 1956 en la ciudad de San Francisco de Macorís. Es hijo del abogado Marino Vinicio Castillo, y de la señora Sogela Semán, de ascendencia libanesa. A temprana edad fue bautizado en la fe católica. Es el mayor de sus hermanos.
Creció en el seno de una familia de abogados y políticos con una larga tradición de participación en luchas patrióticas por la independencia y la restauración de la República. Ha sido el cuarto legislador de su familia.
Desde los primeros años de su adolescencia mostró un gran interés por la lectura, especialmente los temas históricos, y por la política.
En 1984 se casó con la doctora en medicina Daphne Arbaje, con quien ha procreado tres hijos: Daphne Natalia, Manuel María y Pelegrín Enrique.

## Educación
Pelegrín realizó sus estudios básicos, intermedios y bachillerato en el Colegio Dominicano De La Salle, Santo Domingo. Una vez concluido el bachillerato, ingresa a la Universidad Pedro Henríquez Ureña (UNPHU), de donde egresa en 1978 con el título de Licenciatura en Derecho, magna cum laude.
A partir de entonces continuó sus estudios realizando diversos postgrados, diplomados y cursos, entre los que destacan el Curso sobre Sistemas Electorales, Fundación Ebert, Universidad de Heilderberg (1987); Diplomado en Relaciones Económicas Internacionales e Integración, Instituto Tecnológico de Santo Domingo (1996); posgrado de Economía Internacional y Comercio Exterior, Universidad de Barcelona-Intec, (1999) y el Programa para Directivos en el Diseño y Gestión de Políticas, Programas y Proyectos Sociales, INDES-BID-INTEC (2001). También cursó estudios sobre Ciencias Políticas, también en la UNPHU.

## Carrera política
Con solo 24 años, fue uno de los miembros fundadores de la Fuerza Nacional Progresista (FNP), partido político creado el 6 de julio de 1980 por su padre.
Fue Secretario de Prensa y Propaganda de la FNP desde su fundación hasta el año 2000. Fue director del periódico del partido llamado “La Fuerza de la Verdad”.
En 1994 fue uno de los negociadores de la alianza entre la Fuerza Nacional Progresista con el Partido de la Liberación Dominicana para las elecciones de ese año.
En el periodo 2002-2006 fue vicepresidente de la Unión de Partidos Latinoamericanos.
En el 2006 pasó a ser el Secretario de Organización de la FNP, cargo que ocupa hasta el 2010, año en que es elegido vicepresidente de ese partido.

## Labor legislativa
Es reconocido como uno de los legisladores más activos en el Congreso Nacional dominicano. Por varios períodos se ha afirmado que tiene el porcentaje más alto de asistencia a la Cámara de Diputados y a la vez que es el congresista con más proyectos de ley sometidos y aprobados. Sobre lo anterior no hay evidencia verificable hasta el momento.
Sus proyectos evidencian un particular empeño en legislar sobre temas que forman lo que él denomina “la pequeña gran agenda”. La defensa de la vida, la seguridad de los ciudadanos, la oferta de mayores oportunidades y libertades, han inspirado gran parte de sus iniciativas.
Ha centrado sus esfuerzos legislativos en asuntos que abarcan aspectos nacionales e internacionales, como son la redefinición de los límites marítimos de República Dominicana, el fomento del comercio exterior, el acceso a las nuevas tecnologías, la exploración petrolera, los estímulos a las energías renovables, la protección básica al medio-ambiente, al trabajo, a la producción nacional, las relaciones domínico-haitianas, a la lucha contra la criminalidad organizada y la reforma del Estado dominicano.
Fue el único congresista miembro de la comisión de juristas nombrada por el presidente Leonel Fernández para redactar el proyecto de reforma constitucional en el año 2007.
Membresías y experiencias públicas.
•	Fundador y Miembro del Directorio de Unión Nacionalista.
•	Vicepresidente de la Comisión de Relaciones Exteriores, Cámara de Diputados, 1994, 1995-1996-1997.
•	Miembro de las Comisiones de: Fronteras, Seguridad y Defensa Nacional y Medio Ambiente de la Cámara de Diputados, 1994 y 1996.
•	Presidente Comisión Industria y Comercio 1996-2006), Cámara de Diputados.
•	Miembro de la Comisión Bicameral de Reforma y Modernización del Congreso Nacional, 1996-1998.
•	Miembro de la Subcomisión de Reforma Constitucional de la Comisión Presidencial para la Reforma y Modernización del Estado.
•	Miembro Club Sirio-Libanés-Palestino y de la Cámara de Comercio y Cultura Domínico-China.
•	Miembro del Colegio de Abogados de la República Dominicana, Oficina de Abogados Lic. Pelegrín Castillo (1901) 4.ª. Generación de Abogados.
•	Miembro del Instituto Duartiano.
•	Miembro de Honor de la Liga Naval Dominicana.
•	Consultor Nacional de Programa Transparencia para el Diseño de Medidas contra la Corrupción Administrativa de la Oficina Anticorrupción de la Procuraduría General de la República.
•	Miembro de la Comisión Economía y Deuda Externa del Parlamento Latinoamericano.
•	Miembro de la Comisión Nacional del Programa Bolívar y presidente del Grupo Parlamentario de Apoyo al Programa Bolívar R.D. desde 1995.
•	Miembro de las Comisiones Interparlamentarias Domínico-Israelí, Domínico-China, Domínico-Francesa, Domínico-Argentina.
•	Fundador del Comité Nacional de Protección al Mercado Laboral Nacional, 1997.
•	Directivo Club Sirio-Libanés-Palestino (1998).
•	Cofundador y vicepresidente del Comité Haití es Responsabilidad de la Comunidad Internacional.
•	Presidente Comisión de Asuntos del Mar de la Cámara de Diputados (2010)
•	Presidente Energía y Minas de la Cámara de Diputados(2006-2010)
En la actualidad el licenciado Pelegrín Castillo es candidato a la presidencia de la República Dominicana por la Fuerza Nacional Progresista y el Polo Soberano.
Sobre el proceso comicial dominicano Castillo dijo que "Las próximas elecciones son la última oportunidad de recomponernos" (ver enlace)